# Østermarie
Østermarie är en ort på Bornholm i Danmark.   Den ligger i Bornholms regionkommun och Region Hovedstaden. Østermarie ligger 108 meter över havet och antalet invånare är 480. 
Närmaste större samhälle är Rønne, 20 km väster om Østermarie. 
Samhället hette ursprungligen Godthåb, men på grund av förväxlingsrisken med huvudstaden på Grönland, då benämnd Godthåb, så bytte samhället namn 1916 till Østermarie i samband med att järnvägen förbi Østermarie öppnades.